# Ernesto Mastrángelo
Ernesto Enrique Mastrángelo (Rufino, 1948. július 5. – Buenos Aires, 2023. július 22.) válogatott argentin labdarúgó, csatár, edző.

## Pályafutása

### Klubcsapatban
1968 és 1971 között az Atlanta, 1972 és 1974 között a River Plate, 1975-ben az Unión de Santa Fe, 1976 és 1981 között a Boca Juniors labdarúgója volt. 1982-ben az uruguayi Defensor Sporting csapatában fejezte be az aktív játékot. A Boca Juniors-szal két bajnoki címet nyert illetve tagja volt az 1977-es és az 1978-as Copa Libertadores-győztes együttesnek.

### A válogatottban
1971–72-ben hét alkalommal szerepelt az argentin válogatottban és egy gólt szerzett.

### Edzőként
2007-ben a paraguayi U20-as válogatott szövetségi kapitányként dolgozott.

## Sikerei, díjai
Boca Juniors
- Argentin bajnokság
  - bajnok (2): 1976, 1981
- Copa Libertadores
  - győztes (2): 1977, 1978
- Interkontinentális kupa
  - győztes: 1977